# Disparidad fenotípica

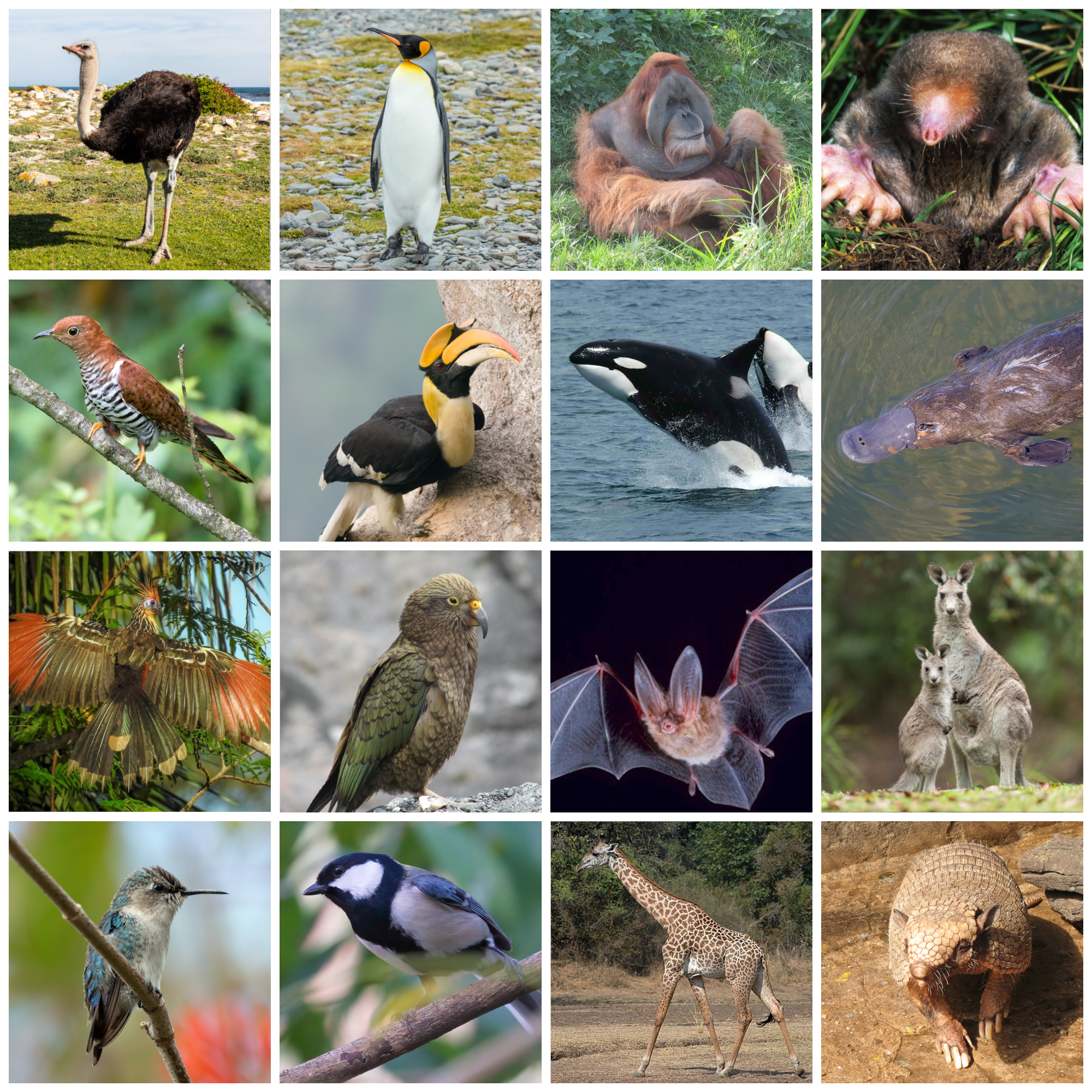
Las aves tienen una mayor riqueza de especies que los mamíferos, mientras que los mamíferos son relativamente más diversos en morfología.

La disparidad fenotípica, también conocida como diversidad morfológica, variedad morfológica, disparidad morfológica, morfodisparidad o simplemente disparidad, se refiere a la variación de características observables dentro de grupos biológicos. Fue propuesto originalmente en paleontología y también se ha introducido en el estudio de organismos existentes. Algunos biólogos ven la disparidad fenotípica como un aspecto importante de la biodiversidad, mientras que otros creen que son dos conceptos diferentes.

## Historia
El interés de los biólogos por la disparidad fenotípica es anterior al concepto formal. Douglas Erwin argumentó que había sido fundamental para la biología de los organismos desde Georges Cuvier, quien lo utilizó como criterio para la clasificación de los animales. Sin embargo, antes del desarrollo de métodos cuantitativos para medir la disparidad, la disparidad reconocida dentro de la taxonomía linneana enfrentó críticas por no ser natural.
Este concepto se propuso por primera vez en la década de 1980 y se utilizó para explorar los patrones evolutivos de variación en anatomía, función y ecología. Surgió de los esfuerzos de los paleobiólogos por definir los orígenes evolutivos de los planes corporales de los animales y de los biólogos comparativos del desarrollo por ofrecer explicaciones causales para el surgimiento de estos planes corporales. En 1989, Stephen Jay Gould publicó La vida maravillosa, en el que utilizó los fósiles del Miaolingiense, el Esquisto de Burgess, para sostener que los artrópodos antiguos de este sitio tienen una mayor disparidad fenotípica que todos los artrópodos vivos. Este concepto se ha introducido en el estudio de los organismos existentes.
Inicialmente, la disparidad fenotípica fue considerada un subconcepto de la biodiversidad, denominado «diversidad morfológica», posteriormente adquirió su propio nombre «disparidad», también conocida como «disparidad fenotípica», «disparidad morfológica», «variedad morfológica» o «morfodisparidad».

## Resumen
En el sentido más estricto, el concepto actualmente ampliamente aceptado de biodiversidad significaba sólo la diversidad taxonómica o la riqueza de especies. Sin embargo, algunos grupos cuentan con una gran cantidad de especies, mientras que todas ellas son muy similares en morfología; otros grupos tienen muy pocas especies, aunque son muy heterogéneos. Por ejemplo, hay casi el doble de especies de aves que de mamíferos, lo que indica una mayor riqueza de especies, pero las aves son más consistentes en morfología, biología reproductiva y biología del desarrollo. La gama de sus planes corporales es relativamente estrecha, con valores atípicos como ratites (por ejemplo, avestruces) y pingüinos, mientras que los mamíferos incluyen formas tan diversas como simios, armadillos, murciélagos, jirafas, marsupiales, topos, ornitorrincos y ballenas. Por lo tanto, depender únicamente de la riqueza de especies para representar la biodiversidad es menos integral.
La disparidad se define como la diferenciación fenotípica dentro de los grupos. «Grupos» generalmente se refiere a los grupos taxonómicos, incluidas especies o taxones superiores. Algunos biólogos creen que el concepto de disparidad también debería aplicarse a otros grupos, incluidos los sexos, las edades, los biomorfos y las castas de insectos sociales.
La disparidad ha cambiado a diferentes ritmos e independientemente de la riqueza de especies en la historia evolutiva. Hay dos patrones principales en cómo se desarrolla la disparidad con el tiempo. Algunos grupos han desarrollado una alta disparidad al principio de su evolución (llamada «disparidad temprana"), mientras que otros tardan más en alcanzar su disparidad máxima (llamada «disparidad tardía»). El auge de la disparidad temprana puede ocurrir porque las especies exploran rápidamente nuevos hábitats o aprovechan nuevos nichos ecológicos. Por otro lado, los grupos con disparidad tardía pueden haber desarrollado lentamente nuevas formas morfológicas, lo que resultó en un retraso en alcanzar su disparidad máxima.

## Medir la disparidad

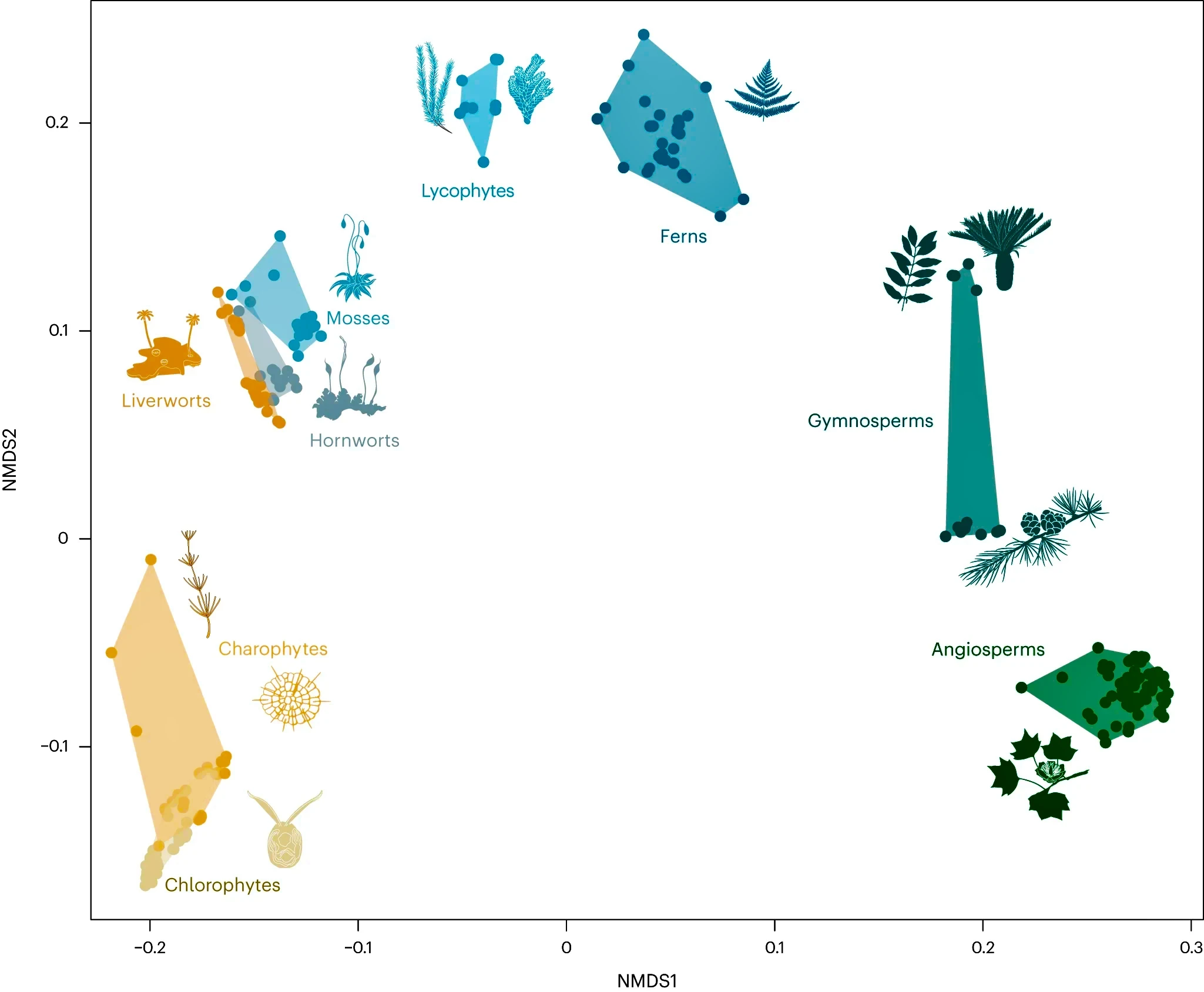
El morfoespacio del reino vegetal. Los taxones con mayor disparidad ocupan áreas más grandes.

Inicialmente, no hubo consenso sobre cómo medir la disparidad. En la década de 1980, las métricas taxonómicas fueron uno de los primeros métodos para medir la disparidad entre grupos. Implicaba contar cuántas familias o géneros diferentes había para medir la diversidad y disparidad de un taxón. Se basó en el supuesto de que los taxones de mayor rango podrían representar innovaciones morfológicas específicas. Aunque este enfoque fue criticado por basarse en taxones artificiales y no monofiléticos, proporcionó información valiosa sobre la evolución de la disparidad. Algunas conclusiones han sido confirmadas por métricas cuantitativas posteriores.
Actualmente, la disparidad suele cuantificarse mediante el morfoespacio, que es un espacio multidimensional que cubre la variación morfológica dentro de un taxón. Debido al uso de diferentes herramientas matemáticas, los morfoespacios pueden tener diferentes estructuras geométricas y significados matemáticos.
El paso inicial implica seleccionar múltiples descriptores fenotípicos (características descritas de manera apropiada) que varían entre diferentes taxones. Todas las características fenotípicas se pueden utilizar para evaluar la disparidad de un grupo, pero las características morfológicas se utilizan principalmente porque son más accesibles que otras. En segundo lugar, utilice los descriptores seleccionados para construir un morfoespacio. Luego, utilice indicadores de dispersión estadística estándar, como el rango total o la varianza total, para describir la dispersión y distribución de grupos en el morfoespacio. El morfoespacio es un espacio multidimensional, que es casi imposible de visualizar, por lo que la dimensionalidad del morfoespacio debe reducirse mediante análisis de componentes principales, análisis de coordenadas principales, escalamiento multidimensional no métrico u otros métodos matemáticos. Por tanto, se podría proyectar en un espacio bidimensional para visualizarlo.